# Gypsophila (ptaki)
Gypsophila – rodzaj ptaków z rodziny dżunglaków (Pellorneidae).

## Zasięg występowania
Rodzaj obejmuje gatunki występujące w orientalnej Azji.

## Morfologia
Długość ciała 12–20,5 cm; masa ciała 17,3–28,3 g.

## Systematyka
Rodzaj zdefiniował w 1883 roku angielski przyrodnik Eugene William Oates w publikacji własnego autorstwa poświęconej ptakom Birmy. Gatunkiem typowym jest (oznaczenie monotypowe) kusotymalek zmienny (G. crispifrons).

### Etymologia
Gypsophila: gr. γυψος gupsos ‘kreda’; φιλος philos ‘miłośnik’.

### Podział systematyczny
Takson ostatnio wyodrębniony z Turdinus. Do rodzaju należą następujące gatunki:
- Gypsophila crassa (Sharpe, 1888) – kusotymalek górski
- Gypsophila annamensis (Delacour & Jabouille, 1928) – kusotymalek szarogłowy
- Gypsophila calcicola (Deignan, 1939) – kusotymalek rdzawy
- Gypsophila crispifrons (Blyth, 1855) – kusotymalek zmienny
- Gypsophila brevicaudata (Blyth, 1855) – kusotymalek szarolicy